# Al-Mayadin (distrikt)
al-Mayadin (arabiska: منطقة الميادين, Mintaqat al-Mayadin) är ett distrikt i Syrien. Det ligger i provinsen Dayr az-Zawr, i den östra delen av landet, 400 kilometer öster om huvudstaden Damaskus.